# Radoslav Kráľ
Radoslav Kráľ (Liptovský Mikuláš, 20 febbraio 1974) è un ex calciatore slovacco, di ruolo difensore.

## Carriera

### Nazionale
Nel 2000 ha partecipato, insieme alla selezione slovacca, ai Giochi della XXVII Olimpiade di Sydney.

## Palmarès

### Club

#### Competizioni nazionali
- Campionato slovacco: 2

Kosice: 1996-1997, 1997-1998
- Supercoppa di Slovacchia: 1

Kosice: 1997
- 1. Slovenská Futbalová Liga: 1

Kosice: 2005-2006